# ماتیاس شوبر
ماتیاس شوبر (آلمانی: Mathias Schober؛ زادهٔ ۸ آوریل ۱۹۷۶) یک بازیکن فوتبال اهل آلمان است.
از باشگاه‌هایی که در آن بازی کرده‌است می‌توان به هامبورگ، باشگاه فوتبال شالکه ۰۴ و باشگاه فوتبال هانزا روستوک اشاره کرد.